# Напівдодекаедр
Напіводекаедр (англ. hemi-dodecahedron) — абстрактний правильний многогранник, що містить половину граней правильного додекаедра. Напіводекаедр можна подати у вигляді проєктивного многогранника (замощення дійсної проєктивної площини шістьма п'ятикутниками), який можна зобразити при побудові проєктивної площини у вигляді півсфери, де протилежні точки вздовж межі з'єднані та розбивають півсферу на три рівні частини.
Цей многогранник має 6 п'ятикутних граней, 15 ребер і 10 вершин.

## Граф Петерсена

Шість граней напівдодекаедра, зображені як кольорові цикли на графі Петерсена

З погляду теорії графів напівдодекаедр є вкладенням графа Петерсена на дійсну проєктивну площину. За такого вкладення двоїстим графом є K6 (повний граф із 6 вершинами) — див. напівікосаедр.